# Pierre-Antoine Dubey
Pour les articles homonymes, voir Dubey.
Pierre-Antoine Dubey, né le 24 juillet 1985 à Zurich, est un acteur italo-suisse.
Il est connu notamment pour sa participation aux films Laissez-moi de Maxime Rappaz et Road’s end in Taiwan de Maria Nicollier.

## Biographie

### Jeunesse et formation
Pierre‑Antoine Dubey naît le 24 juillet 1985 à Zurich[réf. souhaitée], en Suisse. Il possède les nationalités suisse[réf. souhaitée] et italienne[réf. souhaitée].
Alors qu'il est encore enfant, ses parents s'installent en Suisse romande lorsque son père accepte un poste à l'Université de Lausanne[réf. souhaitée]. Afin de faciliter son intégration et d'améliorer sa maîtrise du français, sa mère l'inscrit à des cours de théâtre.[réf. souhaitée] Il passe son enfance entre la Suisse romande, l’Angleterre, l’Australie et le Canada.[réf. souhaitée]
Il entame sa formation d’acteur à Paris au Cours Florent[réf. souhaitée], avant d’être admis à la La Manufacture, Haute école des arts de la scène, à Lausanne, d’où il sort diplômé en 2010

## Carrière

### Cinéma

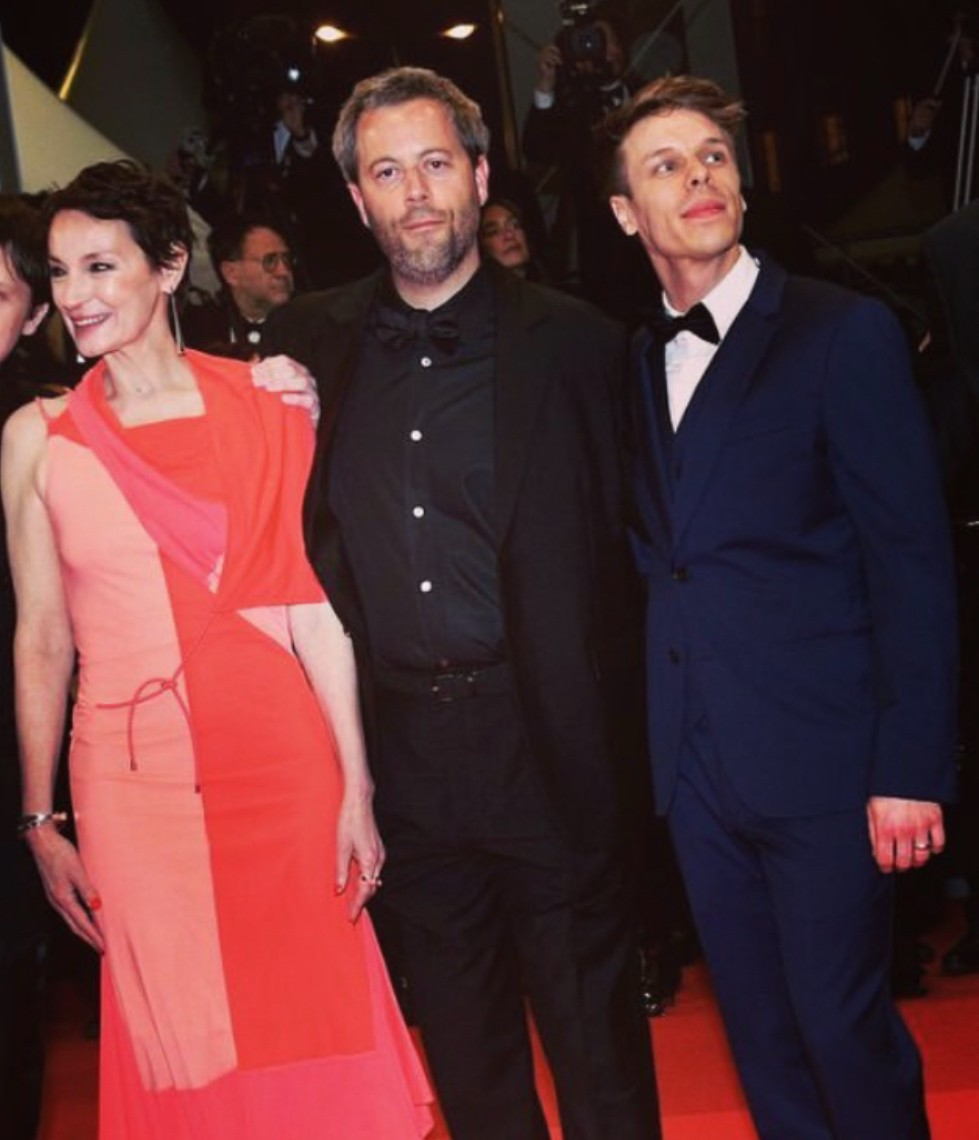
Pierre-Antoine Dubey, avec Jeanne Balibar et Maxime Rappaz, au Festival de Cannes 2023

Pierre‑Antoine s’illustre dans plusieurs longs métrages suisses et européens, notamment dans Un Juif pour l'exemple de Jacob Berger, adaptation du roman de Jacques Chessex en 2016.
Il tourne dans Laissez-moi de Maxime Rappaz, présenté au Festival de Cannes en 2023. Il y crée une performance exigeante, interprétant avec justesse et sensibilité la composition d’un jeune homme en situation de handicap, aux côtés de Jeanne Balibar.
Il tient pour la première fois un rôle principal dans Road's end in Taiwan, un film coproduit entre la Suisse et Taïwan, réalisé par Maria Nicollier. Il y interprète Damien, un jeune homme en quête de ses origines après la mort de son père biologique, dans un road-movie intime et introspectif. Le film est présenté en première mondiale aux Journées de Soleure, puis au Taipei Film Festival en juin 2025.
En 2025, il participe au nouveau film de Jean-Pierre Améris, Aimons-nous vivants , poursuivant son parcours au sein d’un cinéma d’auteur exigeant.

### Théâtre
Au théâtre, Pierre‑Antoine joue dans des mises en scène sur les scènes suisses et internationales. Il participe à la création de Vïï - Le Roi Terre en 2014, spectacle dirigé par Vladislav Troïtsky, monté d’abord au Théâtre de Vidy et au Dakh Theater à Kiev en Ukraine, puis présenté au Théâtre de la Ville de Paris.
Il collabore également avec Alain Françon, dans Le Misanthrope de Molière au Théâtre de la Ville de Paris et avec Philippe Saire pour Angels in America de Tony Kushner, spectacle mêlant théâtre et chorégraphie.
Il fait également partie du Collectif Sur Un Malentendu avec d’autres comédiens issus de La Manufacture, Haute école des arts de la scène. Le Collectif développe des pièces de théâtre à partir d’écritures contemporaines présentées en tournée en Suisse et en France. Parmi leurs créations, H.S., abordant la thématique du harcèlement en milieu scolaire, est salué unanimement par le public et la critique.

## Filmographie

### Longs métrages
- 2024 : Enjoy your stay de Dominik Locher
- 2024 : Aimons-nous vivants de Jean-Pierre Améris
- 2023 : Road's end in Taiwan de Maria Nicollier
- 2022 : Laissez-moi de Maxime Rappaz
- 2018 : Preparations to Be Together for an Unknown Period of Time de Lili Horvát
- 2016 : Un Juif pour l'exemple de Jacob Berger
- 2014 : Sweet Girls de Xavier Ruiz
- 2013 : Pause de Mathieu Urfer

### Séries télévisées
- 2021 : La Vie devant de Klaudia Reynicke

## Théâtre
- 2024 : H.S., mise en scène du Collectif Sur Un Malentendu
- 2023 : Comment retenir sa respiration de Zinnie Harris, mise en scène de Philippe Saire
- 2023 : Qui a peur de Virginia Woolf ? d'Edward Albee, mise en scène de Julien Schmutz
- 2021 : Angels in America de Tony Kushner, mise en scène de Philippe Saire
- 2019 : Le Misanthrope de Molière, mise en scène d'Alain Françon
- 2017 : Loups et Brebis d'Alexandre Ostrovski, mise en scène de Patrick Haggiag
- 2016 : Sans Peau, de et mise en scène de Lou Lepori
- 2016 : Tristesse animal noir d'Anja Hilling, mise en scène du Collectif Sur Un Malentendu
- 2016 : La Maladie de la Famille M de Fausto Paravidino, mise en scène d'Andrea Novicov
- 2015 : Les Trois Sœurs, d'Anton Tchekhov, mise en scène d'Eric Devanthéry
- 2014 : Le Malade imaginaire de Molière, mise en scène de Jean Liermier
- 2013 : Les Trublions de Marion Aubert, mise en scène du Collectif Sur Un Malentendu
- 2013 : Vïï - Le Roi Terre de Nicolas Gogol, mise en scène de Vladislav Troïtsky